# Stepan Solskyj

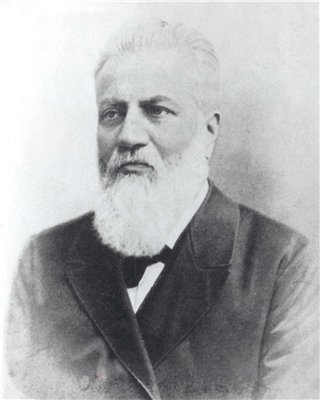
Stepan Solskyj 1900

Stepan Mychailowytsch Solskyj (ukrainisch Степан Михайлович Сольський, russisch Стефан Михайлович Сольский / Stefan Michailowitsch Solski; * 27. Januarjul. / 8. Februar 1835greg. in Wolhynien; † 7. Novemberjul. / 20. November 1900greg. in Kiew) war ein ukrainischer Theologe und von 1887 bis 1900 Bürgermeister der Stadt Kiew.

## Leben
Solskyj wurde 1835 im Gouvernement Wolhynien in eine Priesterfamilie geboren. Er studierte bis 1857 Theologie an der Wolhynischen orthodoxen theologischen Akademie in Kremenez und danach bis 1861 an der Kiewer Theologischen Akademie. Dort wurde er Doktor und ab 1867 Professor. 1879 wurde er stellvertretender Bürgermeister und von 1887 an bis 1900 war er der Bürgermeister der Stadt Kiew. Er starb 1900 in Kiew und wurde auf dem Lukjaniwska-Friedhof ebenda beerdigt.

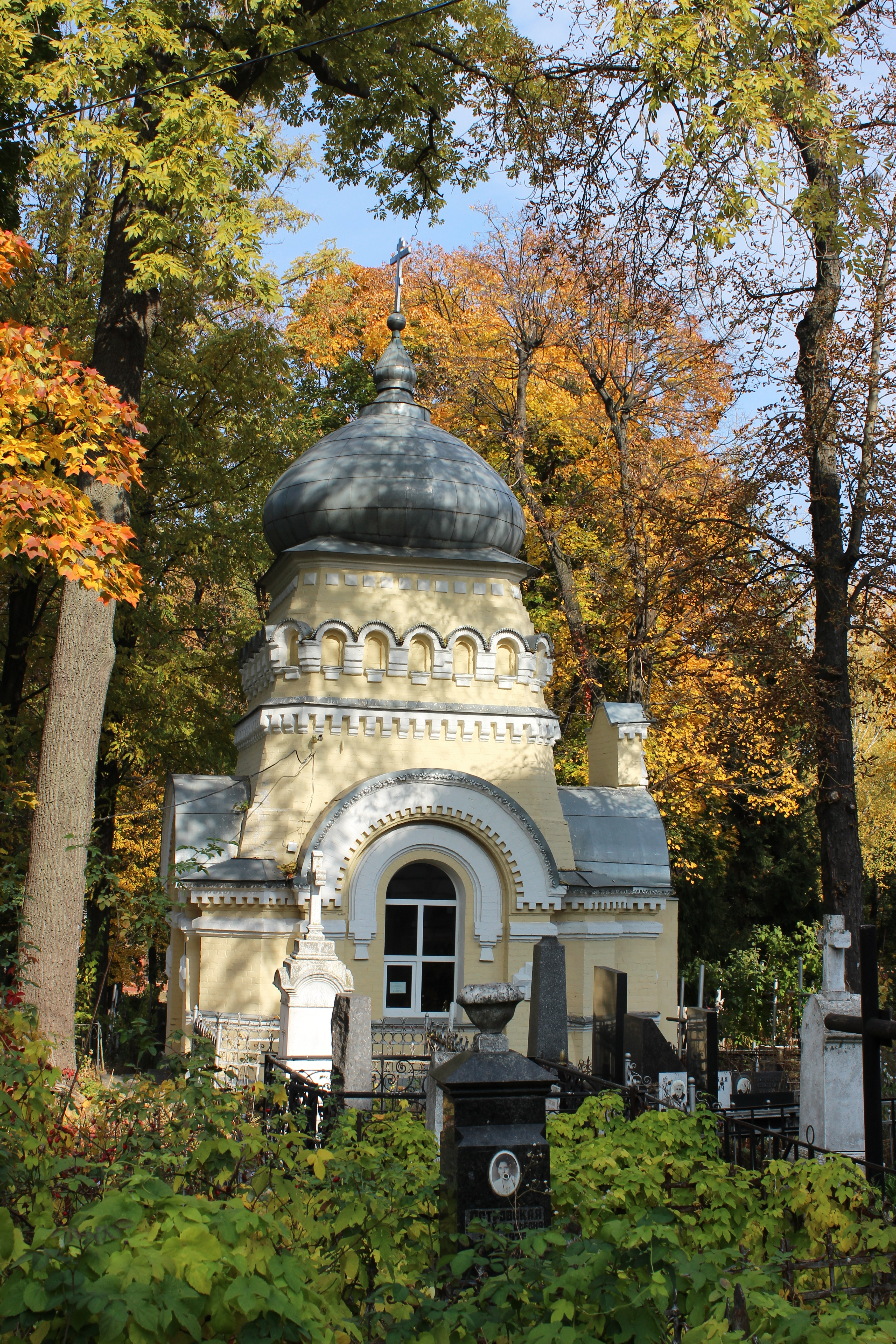
Grabkapelle von Stepan Solskyj

Über seinem Grab wurde  1902 vom Kiewer Architekten Eduard Bradtman eine Kapelle errichtet.